# Stadsschouwburg Concordia

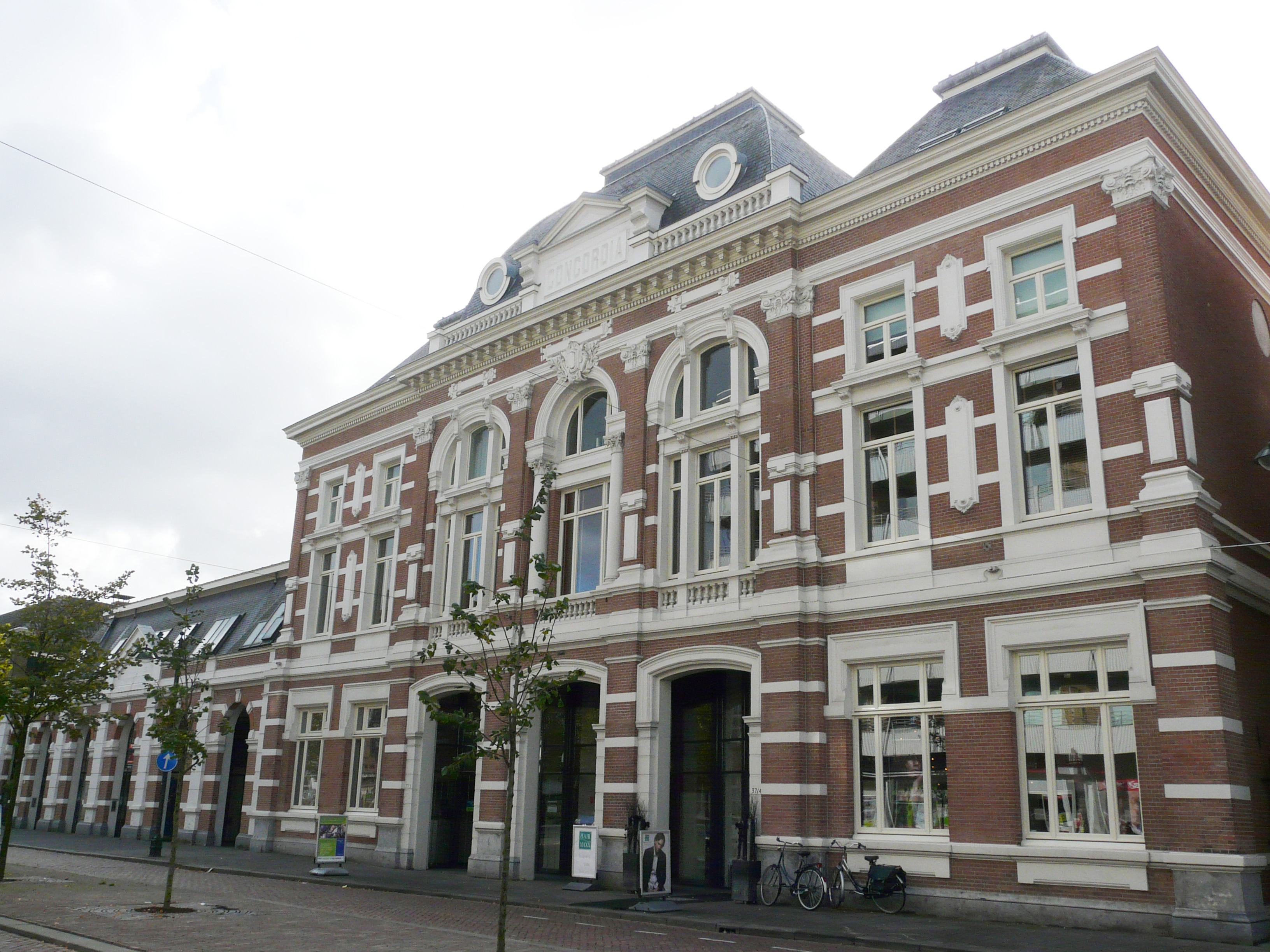
Concordia

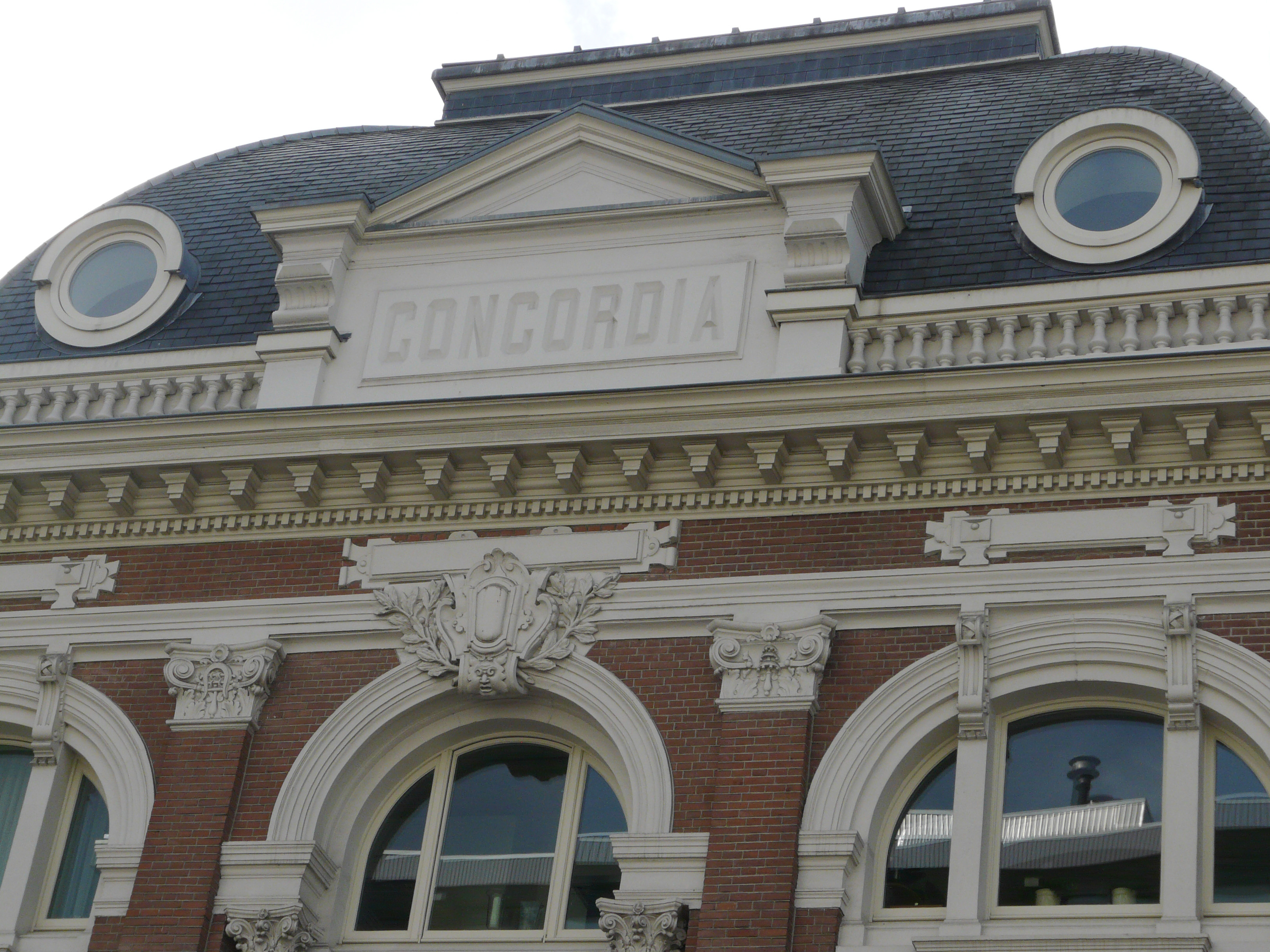
Detail voorgevel

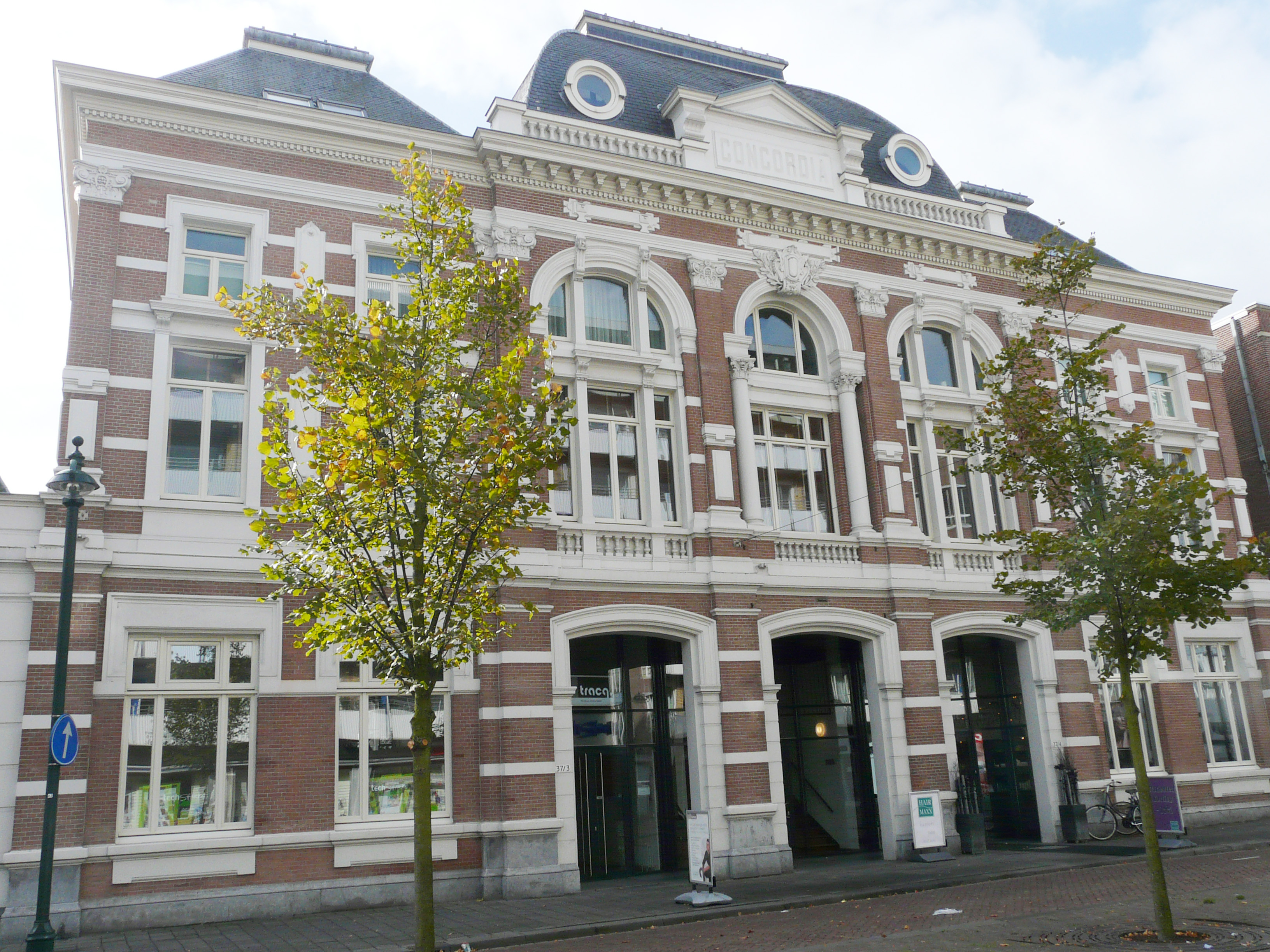

Stadsschouwburg Concordia is een voormalige stadsschouwburg en monumentaal gebouw aan het Van Coothplein in de binnenstad van Breda.

## Geschiedenis
Rond 1880 liet de culturele sociëteit Amicitia et Concordia een schouwburg aan het Van Coothplein bouwen. De architect was Michael Marijnen. Op 21 maart 1881 werd de eerste steen gelegd. Op 10 juli 1881 werd Concordia, genoemd naar de peetvaders Concordia, geopend. Vanwege het succes werd Concordia uitgebreid.
Tot aan de jaren 50 had Breda een voorsprong in het Noord-Brabantse theater.
Concordia herbergde in 1916 Belgische oorlogsvluchtelingen. In de Tweede Wereldoorlog eisten de Duitsers het gebouw op om er hun eigen voorstellingen te programmeren. Na de bevrijding vierden de geallieerden er feest. In 1953, na de watersnoodramp, werd het gebouw gebruikt voor het verzamelen van kleding voor de Zeeuwse gedupeerden.
In 1955 vierde Concordia haar 75-jarig jubileum.
Op 18 april 1964 droeg de Vereniging Concordia het gebouw over aan de gemeente Breda.
Van 1979 tot september 1980 was Concordia dicht in verband met een renovatie.
De schouwburg werd te klein en was verouderd. Een verbouwing werd te duur en men besloot om een nieuw theater te bouwen.
In 1994 werd Concordia gesloten en kreeg Breda een nieuw modern theater, het Chassé Theater.
Daarna werd besloten om achter de monumentale voorgevel van Concordia woningen te vestigen